# Lucas Kongsholm
Lucas Kongsholm (7 marzo 2003) è uno sciatore alpino svedese.

## Biografia
Specialista delle prove tecniche attivo dal novembre del 2019, Kongsholm ha esordito in Coppa Europa il 12 dicembre 2022 a Zinal in slalom gigante, senza completare la prova; ai Mondiali juniores di Sankt Anton am Arlberg 2023 ha vinto la medaglia d'oro nella gara a squadre e a quelli di Alta Savoia 2024 ha conquistato la medaglia d'argento nella medesima gara. Non ha debuttato in Coppa del Mondo e non ha preso parte a rassegne olimpiche o iridate.

## Palmarès

### Mondiali juniores
- 2 medaglie:
  - 1 oro (gara a squadre a Sankt Anton am Arlberg 2023)
  - 1 argento (gara a squadre ad Alta Savoia 2024)

### Coppa Europa
- Miglior piazzamento in classifica generale: 153º nel 2024

### Campionati svedesi
- 1 medaglia:
  - 1 bronzo (slalom gigante nel 2024)